# Chobit
Pour les articles homonymes, voir Chobit (homonymie).
Chobit est un manga en deux parties publié au Japon dans Weekly Shōnen Jump #10 et Fresh Jump's, édité en français en 1998 par Glénat dans Akira Toriyama Histoires Courtes Volume 1.

## Histoire
L'histoire se déroule dans le village Ton-Ton où le jeune garde champêtre, Mugifume Yamano, vit en compagnie de sa petite sœur, Takéno et de Kimaru, son petit frère. La vie est bien paisible dans ce village, trop même aux yeux de Mugifume qui a soif d'action. Son rêve est vite exaucé grâce à Chii. Arrivée tout droit de sa planète Micron dans une théière, Chii va améliorer le quotidien de Mugifume. Facétieuse, gaffeuse et légèrement exhibitionniste, Chii est une jolie extraterrestre aux formes généreuses qui use avec bonheur de ses pouvoirs magiques.

## Analyse de l'œuvre
Retour à la campagne nippone pour cette histoire dessinée pour Weekly Shōnen Jump #10 en février 1983 pour le premier épisode et pour Fresh Jump's en avril pour le second. Chobit raconte l'histoire d'une petite fée extraterrestre du même nom. L'univers dans lequel elle évolue est beaucoup moins violent et est plus enfantin. Découpée en quatre épisodes, Chobit sera un manga à suite, bien que très court, probable tentative l'auteur d'amener une nouvelle série pour remplacer Dr Slump qui commence à le lasser. À nouveau dessinée après avoir gagné le concours des dix meilleurs dessinateurs, cette série a elle aussi été faite dans l'urgence. Les décors furent assurés par Matsuyama.